# 2-й Каракульний провулок (Житомир)
2-й Каракульний провулок — провулок у Богунському районі міста Житомира.    

## Розташування
Знаходиться у північно-західній частині міста, на теренах історичних місцевостей Кокоричанка, Каракулі. Бере початок від Каракульної вулиці. Завершується перехрестям з 4-м Каракульним провулком.  

## Історія
Провулок почав формуватися у 1950-х роках на вільній від забудови місцевості — у долині річки Кокоричанки. Територія, де сформується провулок наприкінці XVIII століття відома як заміський хутір шляхтича Білецького, у першій половині ХІХ століття — Слобода Каракуліна, згодом Слобода Каракулі. Забудова хутора здійснювалася переважно старообрядцями протягом ХІХ століття південніше майбутнього провулка — вздовж Каракульної вулиці.      
До кінця 1960-х років провулок та його садибна забудова сформувалися.    